# Ceryx cupreipennis
Ceryx cupreipennis là một loài bướm đêm thuộc phân họ Arctiinae, họ Erebidae.